# Verein für Raumschiffahrt
Verein für Raumschiffahrt (VfR, Товариство міжпланетних сполучень) — німецька організація ентузіастів ракетно-космічної техніки, заснована в 1927 році в Бреслау.
Версальський мирний договір забороняв переможеній Німеччині розробляти і створювати ракети на твердому паливі, які використовувались багатьма державами в Першій світовій війні. Однак у цьому договорі ні слова не було сказано про розробку ракет на рідкому паливі. В 1926 році, група ентузіастів ракетобудування і міжпланетних сполучень організувала Суспільство космічних польотів (Verein für Raumschiffahrt, VfR) і започаткувала розробку німецьких рідинних ракет. 
У 1930 для експериментів з ракетами VfR купив землю недалеко від Берліна (поблизу нинішнього аеропорту Берлін-Тегель).
У 1932 році VfR  організував виставку для армії. Хоча виставка пройшла невдало, капітан Вальтер Дорнбергер, відповідальний за військово-ракетну програму, був вражений результатами, досягнутими компанією. Він запропонував фінансову підтримку в обмін на таємні роботи над військовою ракетною технікою. Ця пропозиція була відкинута.
У 1933 році Товариство припинило своє існування через фінансові проблеми, спори, пов'язані з відмовою від пропозиції Дорнбергера і проблемами із владою в Берліні, яка була стурбована проведенням експериментів в околицях міста.

## Члени товариства
- Хедвіг Бернхард (член-засновник)
- Ханс-Ульріх Беркнер (з 1930)
- Вернер фон Браун
- Major a.D. Hans Wolf von Dickhut (1-й голова з 1930 по 1934)
- Рольф Енгель
- Курт Heinisch
- Вальтер Hohmann
- Франц фон Hoefft
- Віллі Лей
- Рудольф Nebel
- Вальтер Нойберт (член-засновник)
- Герман Noordung
- Герман Оберт (1-й голова з 1929 по 1930)
- Гвідо фон Пірке
- Клаус Рідель
- Микола Олексійович Ринін
- Євген Sänger
- Макс Вальє (член-засновник)
- Йоханнес Вінклер (член-засновник, перший голова з 1927 по 1929)